# 卡拉庫姆運河

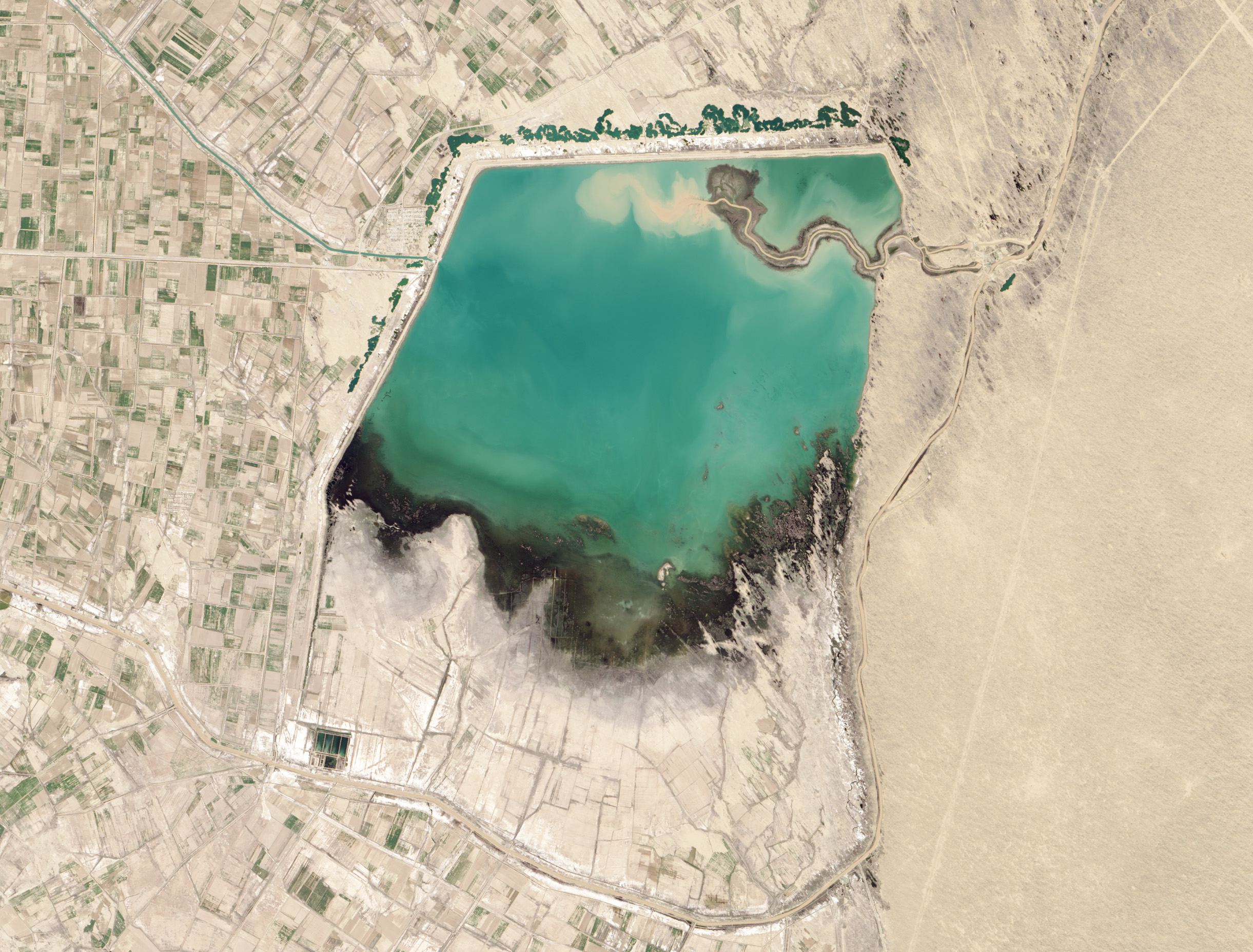
卡拉庫姆運河（右下）

卡拉庫姆運河（俄语：Каракумский канал）是一項由中亞的阿姆河取水到卡拉庫姆沙漠的灌溉供水工程，橫跨土庫曼斯坦南部國境。全長1,375公里，輸水量為13立方公里/年。

## 歷史
1954年開工，1988年落成。建成後為棉花種植和該國首都阿什哈巴德提供用水，但同時有50%的水损耗于沿線，形成了一系列的湖泊，提升了地下水水位，使土地鹽碱化。它也是鹹海生態災難的成因之一。

## 重要城市
- 马雷
- 阿什哈巴德
- 克孜勒阿爾巴特
- 別列克特
- 巴尔坎纳巴德